# Services médicaux aériens au Royaume-Uni
Au Royaume-Uni, les services médicaux aériens sont fournis par un ensemble d'organisations, exploitant des hélicoptères ou des aéronefs à voilure fixe pour faire face à des urgences médicales, et assurant le transport des patients vers, depuis ou entre des centres de soins. Ces ambulances aériennes remplissent à la fois les fonctions des services médicaux d'urgence et le transport des patients entre des centres spécialisés ou dans le cadre d'opérations de rapatriement.

## Historique
Les premiers services d'ambulance aérienne au Royaume-Uni ont débuté en Écosse en novembre 1933.
En février 1939, le premier vol de nuit en ambulance a été entrepris de Wideford vers l'île de Sanday, les phares des voitures aidant à décoller et à atterrir. L’appareil utilisé était un avion-cargo General Aircraft Monospar (en) G-ACEW exploité par Highland Airways.

## Ambulances aériennes d'urgence
Les ambulances aériennes d'urgence sont généralement basées sur des hélicoptères et sont utilisées pour faire face à des urgences médicales en appui aux services ambulanciers locaux. En Angleterre et au pays de Galles, tous ces services sont financés par des fonds charitables et sont exploités par un fournisseur privé. Le personnel ambulancier affecté à ces vols est généralement détaché du service ambulancier local du NHS. En Écosse, il existe le seul service d'ambulance aérienne financé par des fonds publics, le Scottish Ambulance Service exploitant deux hélicoptères et deux aéronefs à voilure fixe, ainsi qu'un hélicoptère de bienfaisance (EC135T2) exploité par la société écossaise Charity Air Ambulance.
| Service | Indicatif d'appel radio                                                     | Immatriculation             | Appareil                                       | Photo           |
| --- | --------------------------------------------------------------------------- | --------------------------- | ---------------------------------------------- | --------------- |
| Cornwall Air Ambulance (en) | Helimed 01                                                                  | G-CNWL G-CIOS               | 2 × MD-902 (Un seul opérationnel à la fois)    |                 |
| The Air Ambulance Service (en): Derbyshire, Leicestershire & Rutland Air Ambulance Warwickshire & Northamptonshire Air Ambulance Children's Air Ambulance (en) (transferts d'urgence de patients seulement) | Helimed 54 Helimed 53 Helimed 80 Helimed 81                                 | G-TAAS G-HEMZ G-PICU G-TCAA | AgustaWestland AW109SP 2x AgustaWestland AW169 |                 |
| Devon Air Ambulance (en) | Helimed 70 Helimed 71                                                       | G-DAAN G-DVAA               | 2 × EC 135                                     |                 |
| Dorset and Somerset Air Ambulance (en) | Helimed 10                                                                  | G-DSAA                      | AW169                                          |                 |
| East Anglian Air Ambulance (en) | Helimed 85 Helimed 88                                                       | G-RESU G-HEMC               | 2 x H-145                                      |                 |
| Essex & Herts Air Ambulance (en) | Helimed 07 Helimed 55                                                       | G-EHEM G-HHEM               | 1 × MD-902 1 x AW169                           |                 |
| Great North Air Ambulance (en) | Helimed 58 Helimed 63 Helimed 58 ou 63 (fonctionne comme réserve)           | G-NHAA G-NHAB G-NHAC        | 3 × AS-365                                     |                 |
| Great Western Air Ambulance Charity (en) | Helimed 65                                                                  | G-GWAC                      | EC-135                                         |                 |
| Hampshire & Isle of Wight Air Ambulance (en) | Helimed 56                                                                  | G-HIOW                      | EC 135                                         |                 |
| Air Ambulance Kent Surrey Sussex (en) | Helimed 60 Helimed 21                                                       | G-KSST G-KSSC               | 2 x AW169                                      | G-KAAT · G-KAAC |
| Lincolnshire & Nottinghamshire Air Ambulance (en) | Helimed 29                                                                  | G-LNAC                      | AW169                                          |                 |
| London's Air Ambulance (en) | Helimed 27 Remplaçant (Helimed 28 si nécessaire pour les incidents majeurs) | G-EHMS G-LNDN               | 2 x MD-902 (Un seul opérationnel à la fois)    | G-EHMS          |
| Magpas (en) | Helimed 66                                                                  | G-HMDX                      | MD-902                                         |                 |
| Midlands Air Ambulance (en) | Helimed 03 Helimed 06 Helimed 09                                            | G-RMAA G-HWAA G-OMAA        | 2 × EC 135 1x H145                             |                 |
| North West Air Ambulance | Helimed 08 Helimed 72 Helimed 75                                            | G-NWAA G-NWAE G-NWEM        | 3 × EC-135                                     | G-NWAA          |
| Air Ambulance Northern Ireland | Helimed 23                                                                  |                             | 2 x EC-135                                     |                 |
| Scotland's Charity Air Ambulance | Helimed 76                                                                  | G-SCAA                      | 1 × EC-135                                     |                 |
| Scottish Air Ambulance | Helimed 02 Helimed 05 Gama ...                                              | G-SASN G-SASS G-SASC G-SASD | 2 × EC-145 T2 2 × King Air 200C                | G-SASC          |
| Thames Valley Air Ambulance | Helimed 24                                                                  | G-TVAL                      | EC 135                                         |                 |
| Wales Air Ambulance | Helimed 57 Helimed 59 Helimed 61 Helimed 67                                 | G-WENU G-WOBR G-WROL G-WASC | 3 x H145 1 x EC135                             |                 |
| Wiltshire Air Ambulance (en) | Helimed 22                                                                  | G-WLTS                      | Bell 429                                       |                 |
| Yorkshire Air Ambulance | Helimed 98 Helimed 99                                                       | G-YOAA G-YAAC               | 2 × H145                                       |                 |

## Opérations de transport de patients

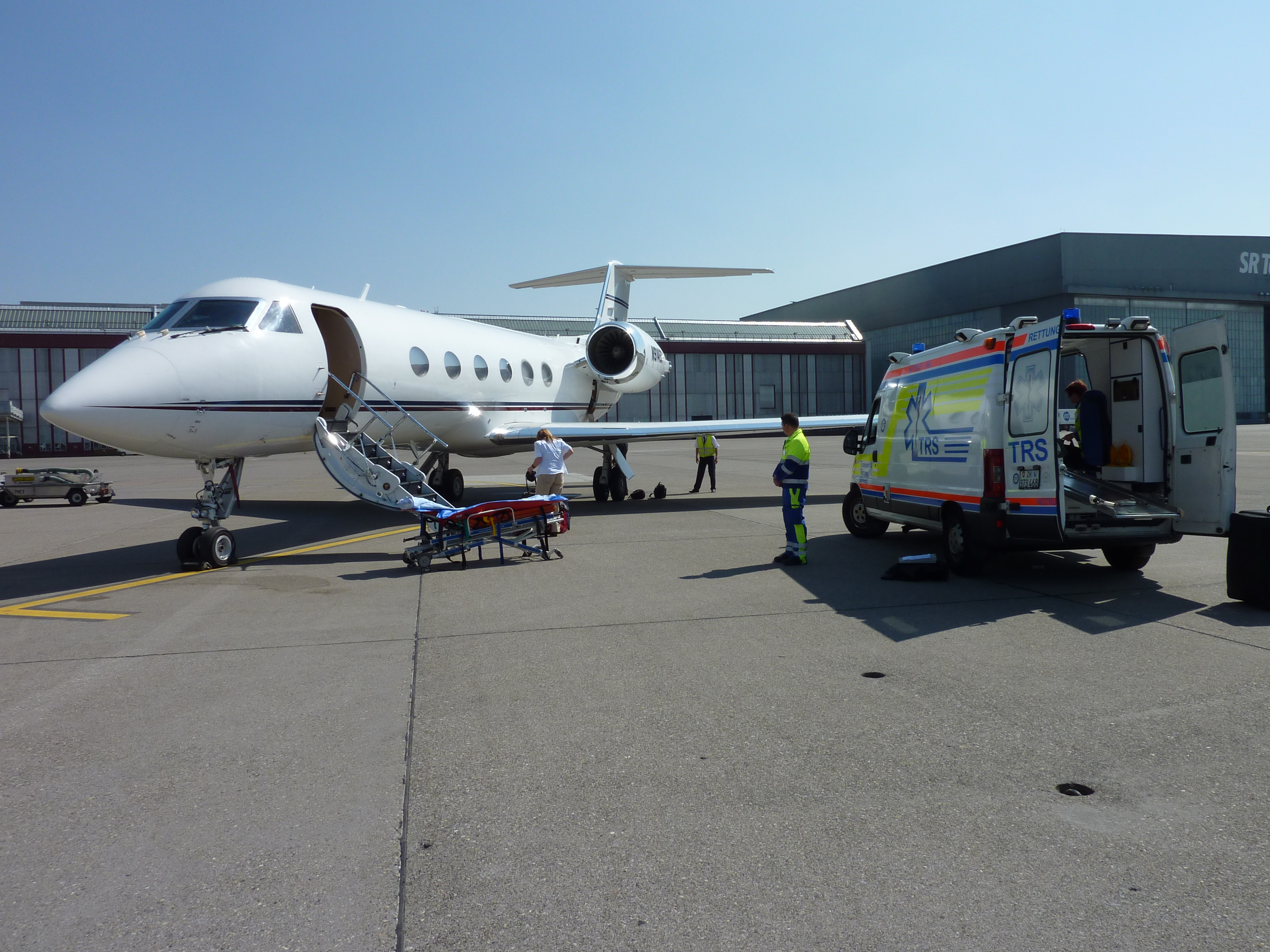
Ambulance aérienne britannique à voilure fixe

Il existe également au Royaume-Uni un certain nombre d'opérations de transport de patients, généralement au moyen d'aéronefs à voilure fixe, qui font partie d'un système permettant de déplacer des patients entre des centres de soins ou dans le cadre d'un rapatriement au Royaume-Uni. Il existe un service de transfert de patients par hélicoptère, appelé Children's Air Ambulance (en), axé sur les cas pédiatriques, dont le premier vol a eu lieu en 2012.
Le Scottish Ambulance Service exploite deux avions à voilure fixe. Un service similaire est fourni sous contrat en Irlande du Nord, les patients étant envoyés au Royaume-Uni pour y être traités. En 2015, les opérations de soins d'urgence et de récupération des nouveau-nés, des enfants et des adultes ont été regroupées avec le Scottish Ambulance Service. Elles utilisaient les avions et les ambulances routières à cette fin. Ils sont co-localisés sur la base aérienne du Scottish Ambulance Service à l'aéroport international de Glasgow.
Il existe également un certain nombre de prestataires privés proposant des transports en avion.
En 2012, le Children's Air Ambulance (en) a été lancé. Il fournit un service national pour le transport des patients pédiatriques vers des centres spécialisés.

## Accidents notables impliquant des ambulances aériennes
- Le 19 mai 1996, un aéronef Britten-Norman Islander exploité par Loganair pour le compte du Scottish Ambulance Service s'est écrasé juste devant la piste de l'aéroport de Lerwick/Tingwall (Shetland) alors qu'il effectuait une approche finale de nuit par vents violents. Le pilote a été tué et le médecin et l'infirmière ont été blessés. Il n'y avait pas de patient à bord à ce moment-là[4].
- Le 26 juillet 1998, les trois membres de l'équipage de la Kent Air Ambulance (en) sont décédés lorsque l'appareil est entré en collision avec des lignes électriques et s'est écrasé dans un champ à Burham, près de l'aéroport de Rochester (en)[5],[6]. L'enquête initiale n'a établi aucune cause définitive de l'accident, en raison de la boule de feu produite lors de l'impact. La controverse a éclaté lorsque les employeurs du pilote, Police Aviation Services, ont nié toute responsabilité. Le 19 février 2004, à la suite d'une affaire civile intentée devant la High Court de Manchester par la veuve du pilote, il a été jugé que l'accident était dû à une défaillance mécanique, et non comme il était suggéré dû à un vol à basse altitude[7].
- Le 14 juin 2000, quatre passagers et un pilote ont été tués lorsqu'un Piper PA-31-350 Navajo Chieftain, affrété pour un transfert médical de l'île de Man, s'est écrasé en approchant de l'aéroport de Liverpool[8].
- Le 15 mars 2005, un Britten-Norman Islander exploité par Loganair s'est écrasé dans la mer alors qu'il redescendait vers l'aéroport de Campbeltown, dans l'ouest de l'Écosse. L’appareil effectuait un vol d’ambulance aérienne pour le compte du Scottish Ambulance Service. Le pilote et l'ambulancier sont décédés dans l'accident[9].